# ピーテル・クック・ファン・アールスト
ピーテル・クック・ファン・アールスト（Pieter Coecke van Aelst、1502年8月14日 - 1550年12月6日）はフランドルの画家、版画家、建築家、工芸家である。

## 略歴
現在のベルギー、オースト＝フランデレン州のアールストに生まれた。1517年から1521年の間、ブリュッセルでおそらくベルナールト・ファン・オルレイに学んだ後、アントウェルペンの画家、ヤン・ファン・ドルニッケ(Jan van Dornicke:1470-1527)の工房で働いた。1520年代の半ばにイタリアに旅し、イタリアのルネッサンスの芸術に触れたとされる。ヤン・ファン・ドルニッケの娘と結婚し、アントウェルペンの多くの版画家や出版業者が住んでいた街、ロンバルデンフェスト通り(Lombardenvest)に住んだ。1527年にヤン・ファン・ドルニッケが亡くなった後、アントウェルペンの聖ルカ組合の親方として登録された。その少し後、妻は亡くなった。1533年に、商売のためにコンスタンティノープルを訪れた記録がある。
イタリアのマニエリスムの影響を強く受けた絵画作品のほかに、出版活動や、ステンドグラス、タペストリーのデザインなどの活動で知られている。1539年にイタリアの建築家、セバスティアーノ・セルリオの建築に関する著書をオランダ語、フランス語に翻訳し出版した。
1534年から神聖ローマ帝国のローマ皇帝カール5世のために働き、1550年に亡くなる直前に、カール5世の宮廷画家になった。16世紀の伝記作家、カレル・ヴァン・マンデルの著書によれば、ピーテル・ファン・アールストは有名な画家、ピーテル・ブリューゲル(c.1525-1569)の師であったとしていて、1540年代半ばから亡くなる1550年までの間にブリューゲルを教えたとされている。1537年に画家のマイケン・フェルフルストと再婚し、3人の子供が生まれ、娘のマイケン・クック(Mayken Coecke:c.1545–1578)は1563年にピーテル・ブリューゲルと結婚した。

## 作品

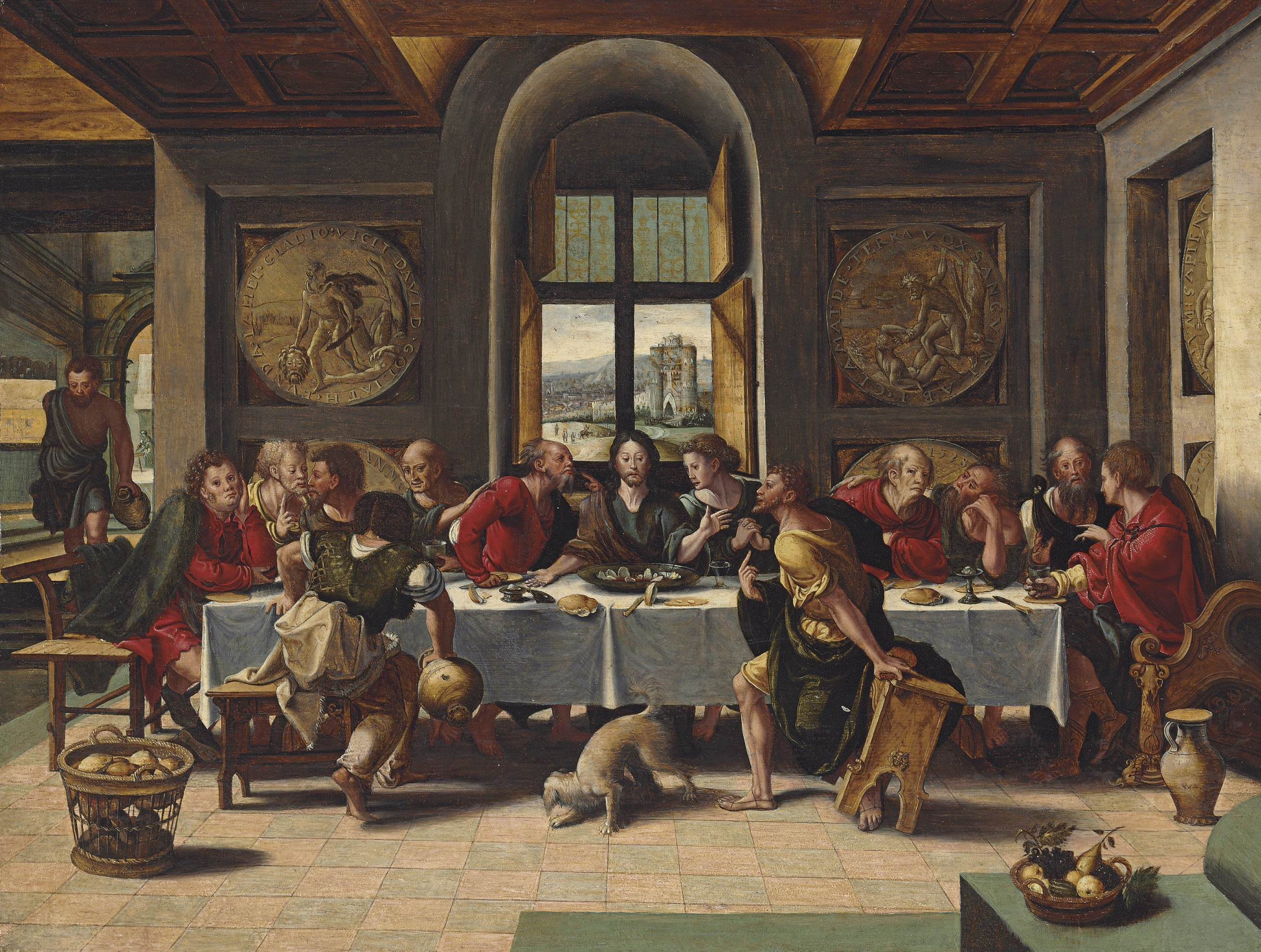
最後の晩餐 (1528) 個人蔵
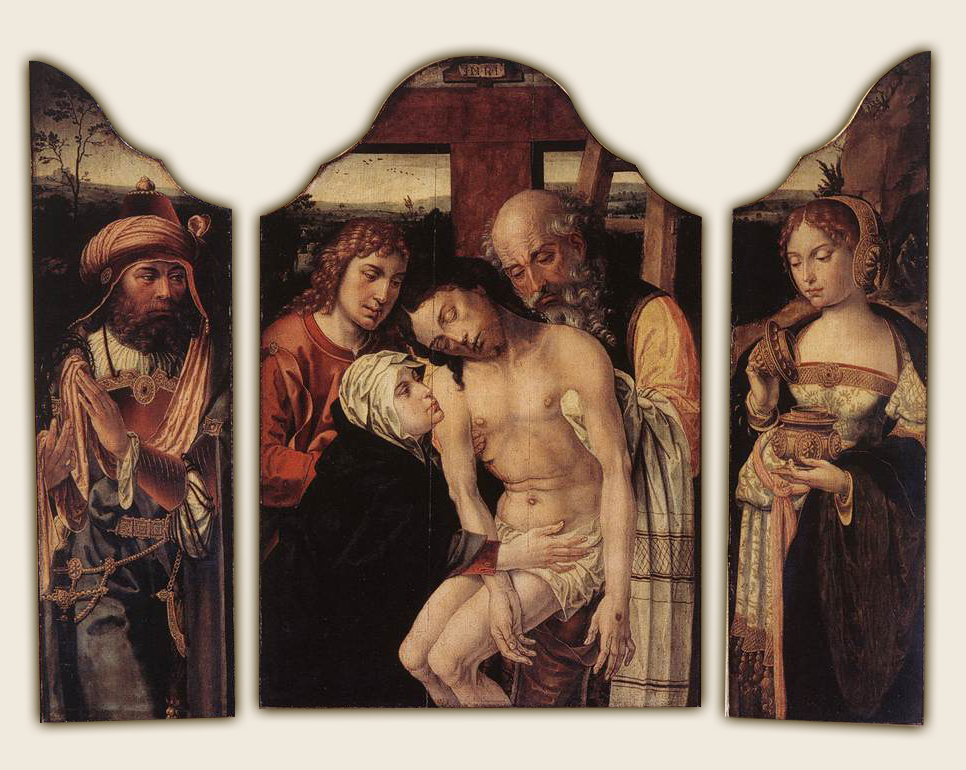
十字架降架 (c.1535) Ons' Lieve Heer op Solder 蔵
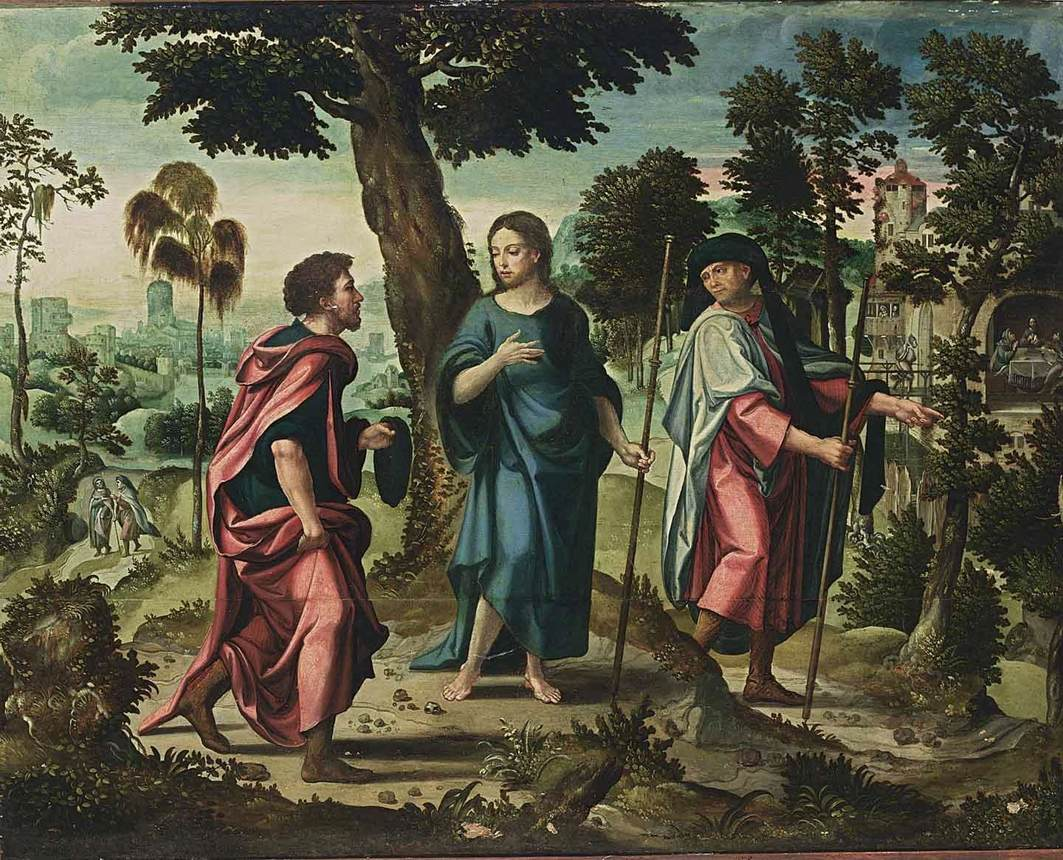
エマオに向かうキリストと弟子たち 個人蔵

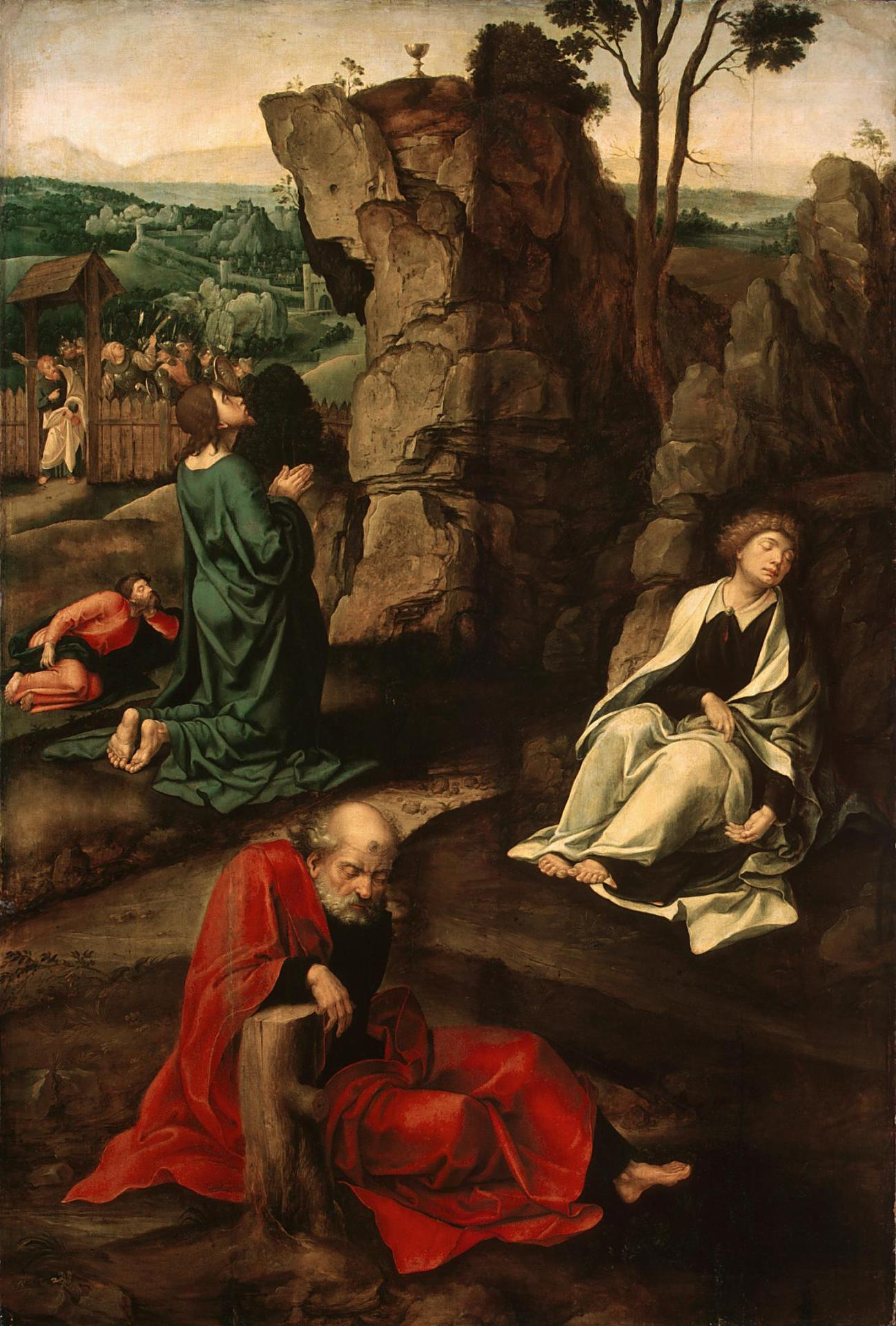
ゲッセマネの園の苦悶(1527/1530) エルミタージュ美術館 蔵
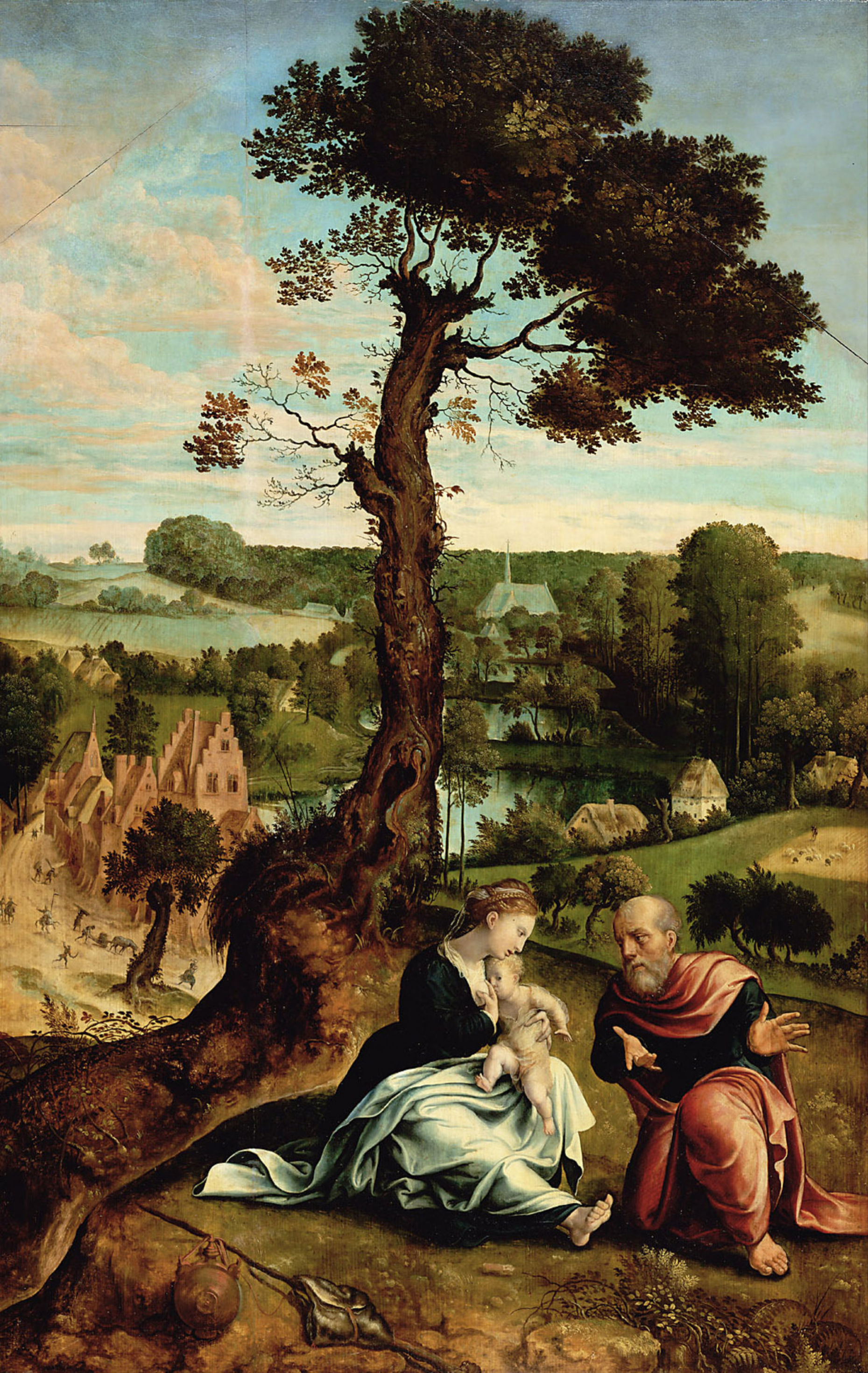
エジプトへの逃避の途上での休息 美術史美術館 蔵
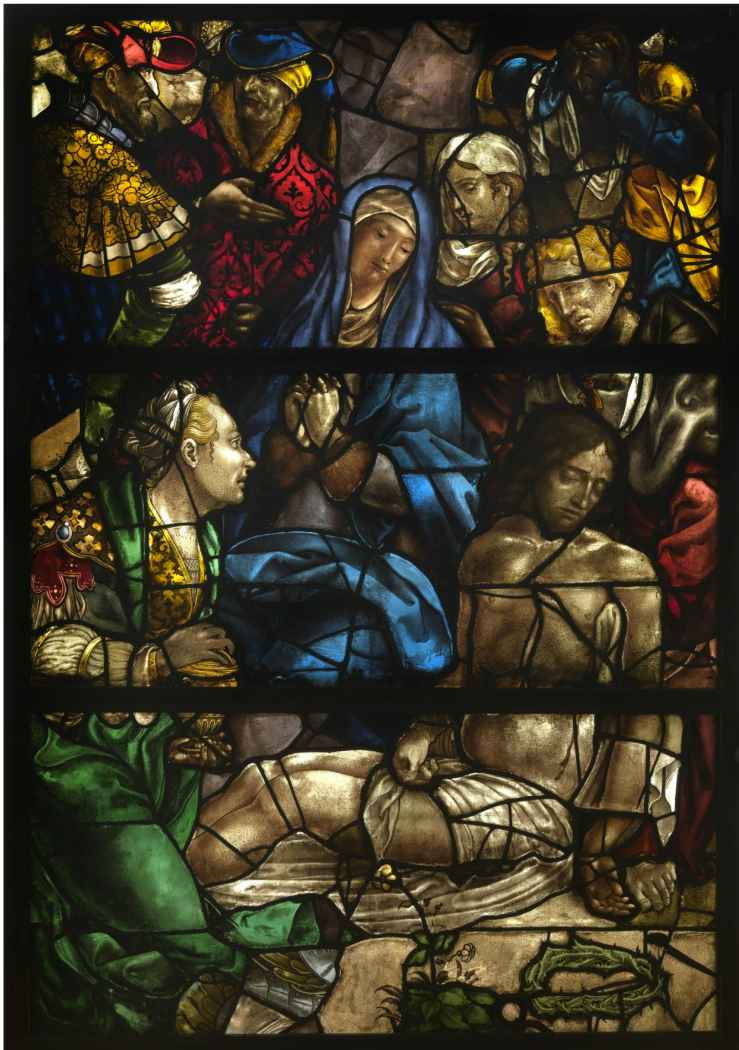
ステンドグラス アントワープ王立美術館 蔵
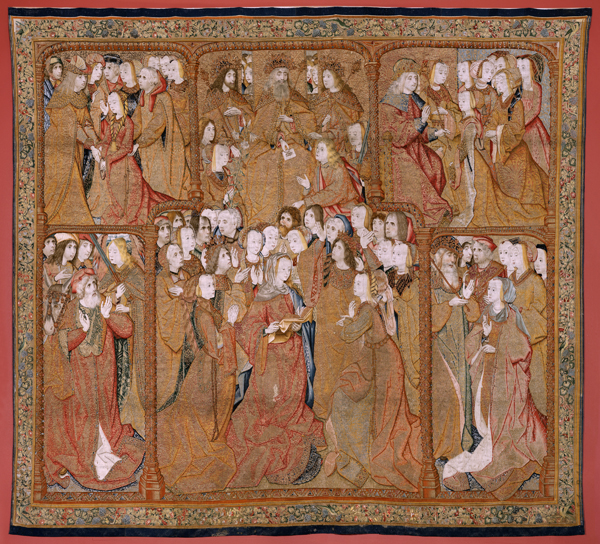
タペストリー